# Eduardo Mazzitelli
Eduardo Mazzitelli: Adrogué (Alte Brown), provincia de Buenos Aires; 4 de noviembre de 1952-Merlo, provincia de San Luis; 19 de junio de 2024) fue un guionista de cómics argentino.

## Biografía
Con una extensa carrera en su país y en Europa, especialmente en Italia, fue autor, junto a Enrique Alcatena, de clásicos de la historieta rioplatense como Travesía por el laberinto, Metallum Terra, Shankar, Acero líquido y Pesadillas. Trabajó también junto a dibujantes argentinos de la talla de Lucho Olivera y Rubén Meriggi.